# Need for Speed: Road Challenge
Need for Speed: Road Challenge (noto come Over Drivin' IV in Giappone e Need for Speed: High Stakes nel Nord America) è un videogioco di corsa, sviluppato e pubblicato da Electronic Arts nel 1999. È un videogioco della serie di Need for Speed ed è stato sviluppato da EA Canada.
Questa versione riprende molti elementi dei due precedenti titoli come gli inseguimenti contro la polizia e la gara knockout, e inoltre aggiunge nuove condizioni atmosferiche e una modalità carriera strutturata in maniera differente tra PS1 e PC, la cui versione comprende oltre ai 10 tracciati del titolo anche i 9 presenti in NFS III.